# Copelatus festae
Copelatus festae är en skalbaggsart som beskrevs av Régimbart 1899. Copelatus festae ingår i släktet Copelatus och familjen dykare. Inga underarter finns listade i Catalogue of Life.